# Handelsmesse
 For alternative betydninger, se Messe.
Handelsmesse (også kaldet messe) er en udstilling, hvor en større gruppe producenter og forhandlere udstiller varer, og indgår handelsaftaler. Messer er typisk begrænset til en bestemt faggruppe, målgruppe eller tema. De afholdes ofte i haller som f.eks. Forum og Øksnehallen i København , eller i deciderede udstillingscentre som Bellacentret, eller som Messecenter Herning, der er Skandinaviens største messe- og udstillingscenter med over 100.000 m² udstillingsareal.

## Messer i historisk perspektiv
Begrebet "messe" stammer fra det katolske Kermesse, en festligholdelse af en kirkes indvielsesdag. Ved denne lejlighed strømmede folk til kirken fra nær og fjern – og det benyttede de handlende sig af. De stillede deres boder op omkring kirken og falbød deres varer til kirkegængerne. Byer som Leipzig og Frankfurt i Tyskland fik tidligt særlige privilegier som messebyer. Privilegier, som har holdt ved siden, idet begge byer stadig er vigtige messebyer med meget store haller til messer og udstillinger.

## Typer af messer
Der findes flere typer af messer:
- Fagmesser. Fagmesser henvender sig til en bestemt faggruppe. Som eksempel kan nævnes Agromek i Herning, der henvender sig til landbruget.
- Lukkede fagmesser. Lukkede fagmesser har kun adgang for en bestemt type gæster. Det kan f.eks. være indbudte gæster eller indkøbere inden for en bestemt branche.
- Publikumsmesser. Publikumsmesser er rettet imod forbrugerne. Som eksempel kan nævnes messer som feriemesser, biludstillinger samt mindre messer med lokale håndværkere og erhvervsdrivende.